# Lair
Lair är ett actionspel enbart till Playstation 3, utvecklat av Factor 5 och publicerad av Sony Computer Entertainment America. Spelaren tar rollen som en drakridande krigare vid namn Rohn Partridge som slåss mot andra drakkrigare. De flesta av spelets bataljer är luftbaserade, med även några bataljer kan man strida på marken genom att landa sin drake och bekämpa trupper och andra landbaserade individer. Via Sixaxis spelkontrollen kan man styra draken.